# Šakiai
Šakiai ( escoltar (?·pàg.)) és una ciutat del Comtat de Marijampolė, Lituània. Es troba a 65 km a l'oest de Kaunas. Se suposa que Šakiai primer es va expandir de la vila de Šakaičai. El 1719 es va construir a Šakiai una església. A segle xix, Šakiai ja tenia drets de ciutat; també tenia una escola, esglésies catòliques i luteranes, una sinagoga i una oficina de correus. Durant la Segona Guerra Mundial la ciutat va ser destruïda per l'exèrcit alemany.

## Relacions internacionals - Agermanaments
Šakiai està agermanada amb :
- Gołdap, Polònia